# Forteresse de Livno
La forteresse de Livno se trouve en Bosnie-Herzégovine, sur le territoire de la ville de Livno et dans la municipalité de Livno. Elle est inscrite sur la liste des monuments nationaux de Bosnie-Herzégovine.